# Пам'ятник Михайлові Грушевському (Бар)
Пам'ятник Михайлові Грушевському в місті Бар Барського району Вінницької області — пам'ятник українському історику, політику і громадському діячу Михайлові Сергійовичу Грушевському. Розташований у центральній частині міста на майдані Михайла Грушевського.

## Відкриття
Пам'ятник відомому історику та політику Михайлові Грушевському (1866—1934) відкрито у 2001 році на честь 600-річчя міста Бар.

## Розміри
Пам'ятник-скульптура являє собою фігуру Михайла Грушевського в повний зріст висотою 2 м на постаменті, без головного убору в довгому плащі, зі складеними на грудях руками. Під пахвою лівої руки — книга з написом «Барське староство».
Матеріал постаменту — бетон, облицьований керамічною плитою, матеріал фігури — кована мідь (автор М. В. Площанський).
Постамент з написом «Михайло Грушевський» розміщено на бетонних плитах, викладених у майданчик.

## Передісторія
Михайло Грушевський відвідав Бар влітку 1891 року. Він збирав матеріали для своєї магістерської дисертації «Барське староство. Історичні нариси XV—XVIII ст.».